# Mauvezin-sur-Gupie
Pour les articles homonymes, voir Mauvezin et Gupie (homonymie).
Mauvezin-sur-Gupie est une commune du Sud-Ouest de la France, située dans le nord-ouest du département de Lot-et-Garonne, en région Nouvelle-Aquitaine.

## Géographie

### Localisation
La commune qui fait partie de l'aire d'attraction de Marmande est traversée par la rivière la Gupie. Elle se trouve à 66 km au nord-ouest d'Agen, chef-lieu du département et à 7 km au nord de Marmande, chef-lieu d'arrondissement et de canton.

### Communes limitrophes
Mauvezin-sur-Gupie est limitrophe de six autres communes.
Les communes limitrophes sont Caubon-Saint-Sauveur, Beaupuy, Marmande, Castelnau-sur-Gupie, Escassefort et Saint-Avit.
|                     | Caubon-Saint-Sauveur | Saint-Avit  |
| Castelnau-sur-Gupie | Mauvezin-sur-Gupie   | Escassefort |
| Beaupuy             | Marmande             |             |

### Climat
Pour des articles plus généraux, voir Climat de la Nouvelle-Aquitaine et Climat de Lot-et-Garonne.
Historiquement, la commune est exposée à un climat océanique aquitain.  
En 2020, Météo-France publie une typologie des climats de la France métropolitaine dans laquelle la commune est exposée à un climat océanique et est dans la région climatique Aquitaine, Gascogne, caractérisée par une pluviométrie abondante au printemps, modérée en automne, un faible ensoleillement au printemps, un été chaud (19,5 °C), des vents faibles, des brouillards fréquents en automne et en hiver et des orages fréquents en été (15 à 20 jours).
Pour la période 1971-2000, la température annuelle moyenne est de 13,2 °C, avec une amplitude thermique annuelle de 15,3 °C. Le cumul annuel moyen de précipitations est de 793 mm, avec 11,1 jours de précipitations en janvier et 6,5 jours en juillet. Pour la période 1991-2020, la température moyenne annuelle observée sur la station météorologique la plus proche, située sur la commune de Verteuil-d'Agenais à 22 km à vol d'oiseau, est de 13,8 °C et le cumul annuel moyen de précipitations est de 821,3 mm,. Pour l'avenir, les paramètres climatiques de la commune estimés pour 2050 selon différents scénarios d’émission de gaz à effet de serre sont consultables sur un site dédié publié par Météo-France en novembre 2022.

## Urbanisme

### Typologie
Au 1er janvier 2024, Mauvezin-sur-Gupie est catégorisée commune rurale à habitat dispersé, selon la nouvelle grille communale de densité à sept niveaux définie par l'Insee en 2022.
Elle est située hors unité urbaine. Par ailleurs la commune fait partie de l'aire d'attraction de Marmande, dont elle est une commune de la couronne,. Cette aire, qui regroupe 48 communes, est catégorisée dans les aires de 50 000 à moins de 200 000 habitants,.

### Occupation des sols

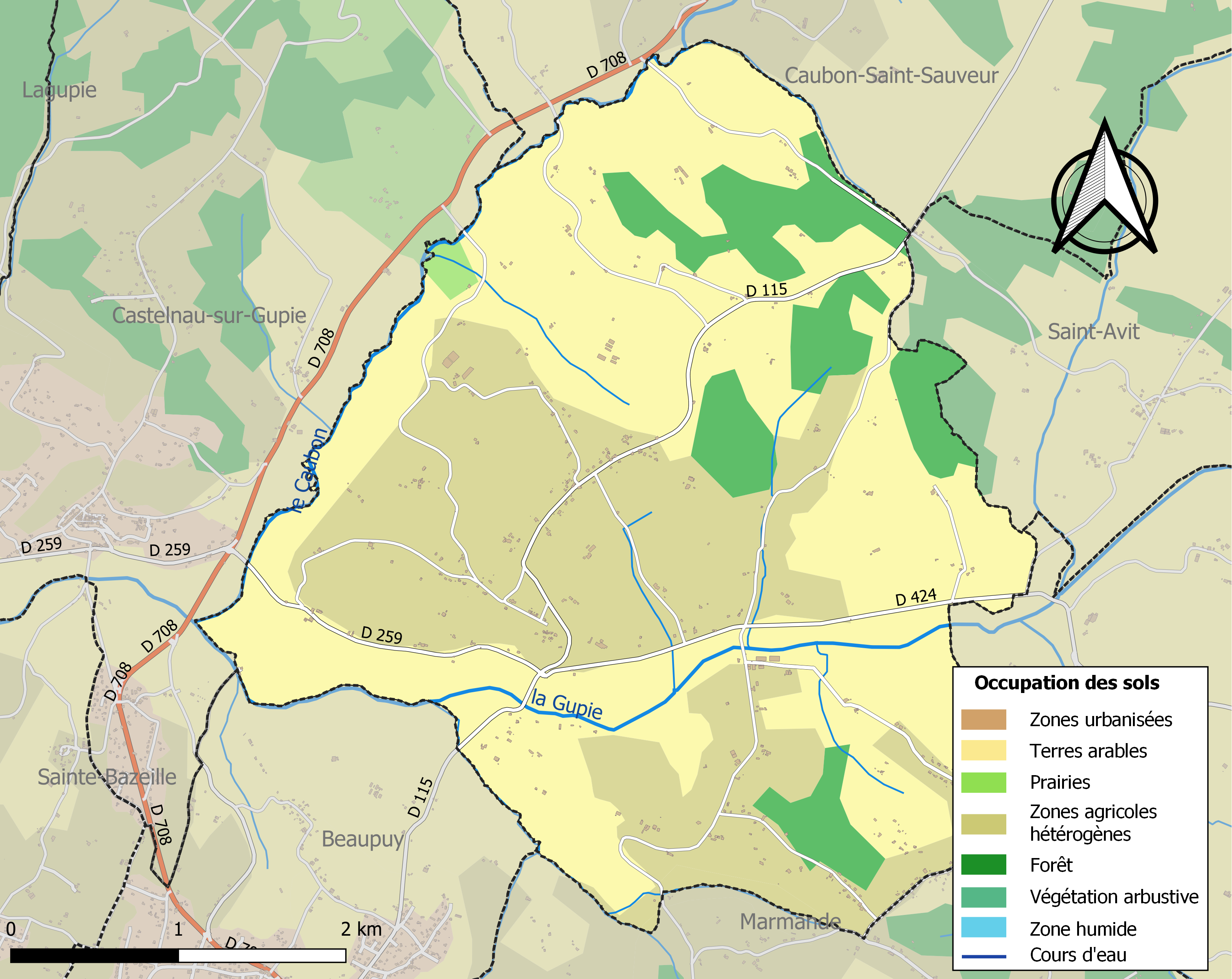
Carte des infrastructures et de l'occupation des sols de la commune en 2018 (CLC).

L'occupation des sols de la commune, telle qu'elle ressort de la base de données européenne d’occupation biophysique des sols Corine Land Cover (CLC), est marquée par l'importance des territoires agricoles (89,8 % en 2018), une proportion identique à celle de 1990 (89,8 %). La répartition détaillée en 2018 est la suivante : 
terres arables (52,8 %), zones agricoles hétérogènes (36,5 %), forêts (10,2 %), prairies (0,5 %). L'évolution de l’occupation des sols de la commune et de ses infrastructures peut être observée sur les différentes représentations cartographiques du territoire : la carte de Cassini (XVIIIe siècle), la carte d'état-major (1820-1866) et les cartes ou photos aériennes de l'IGN pour la période actuelle (1950 à aujourd'hui).

### Voies de communication et transports
La principale voie de communication routière est la route départementale D 115 qui traverse le village et qui mène, vers le nord-nord-est, vers Caubon-Saint-Sauveur et, au-delà, vers Lévignac-de-Guyenne et, vers le sud, vers Beaupuy et, au-delà, à Marmande ; à environ 400 mètres au sud du village, commencent la route départementale D259 qui conduit vers l'ouest vers Castelnau-sur-Gupie et la route départementale D424 qui conduit vers l'est à Escassefort.

L'accès à l'autoroute A62 (Bordeaux-Toulouse) le plus proche est le no 5, dit de Marmande, distant de 14 km par la route vers le sud.
La gare SNCF la plus proche est celle de Marmande, sur la ligne Bordeaux-Sète du TER Nouvelle-Aquitaine, distante de 8 km vers le sud.

### Risques majeurs
Le territoire de la commune de Mauvezin-sur-Gupie est vulnérable à différents aléas naturels : météorologiques (tempête, orage, neige, grand froid, canicule ou sécheresse), inondations, mouvements de terrains et séisme (sismicité très faible). Un site publié par le BRGM permet d'évaluer simplement et rapidement les risques d'un bien localisé soit par son adresse soit par le numéro de sa parcelle.
Certaines parties du territoire communal sont susceptibles d’être affectées par le risque d’inondation par une crue à  débordement lent de cours d'eau, notamment la Gupie et le Caubon. La commune a été reconnue en état de catastrophe naturelle au titre des dommages causés par les inondations et coulées de boue survenues en 1982, 1983 et 2009,.
Les mouvements de terrains susceptibles de se produire sur la commune sont des tassements différentiels.

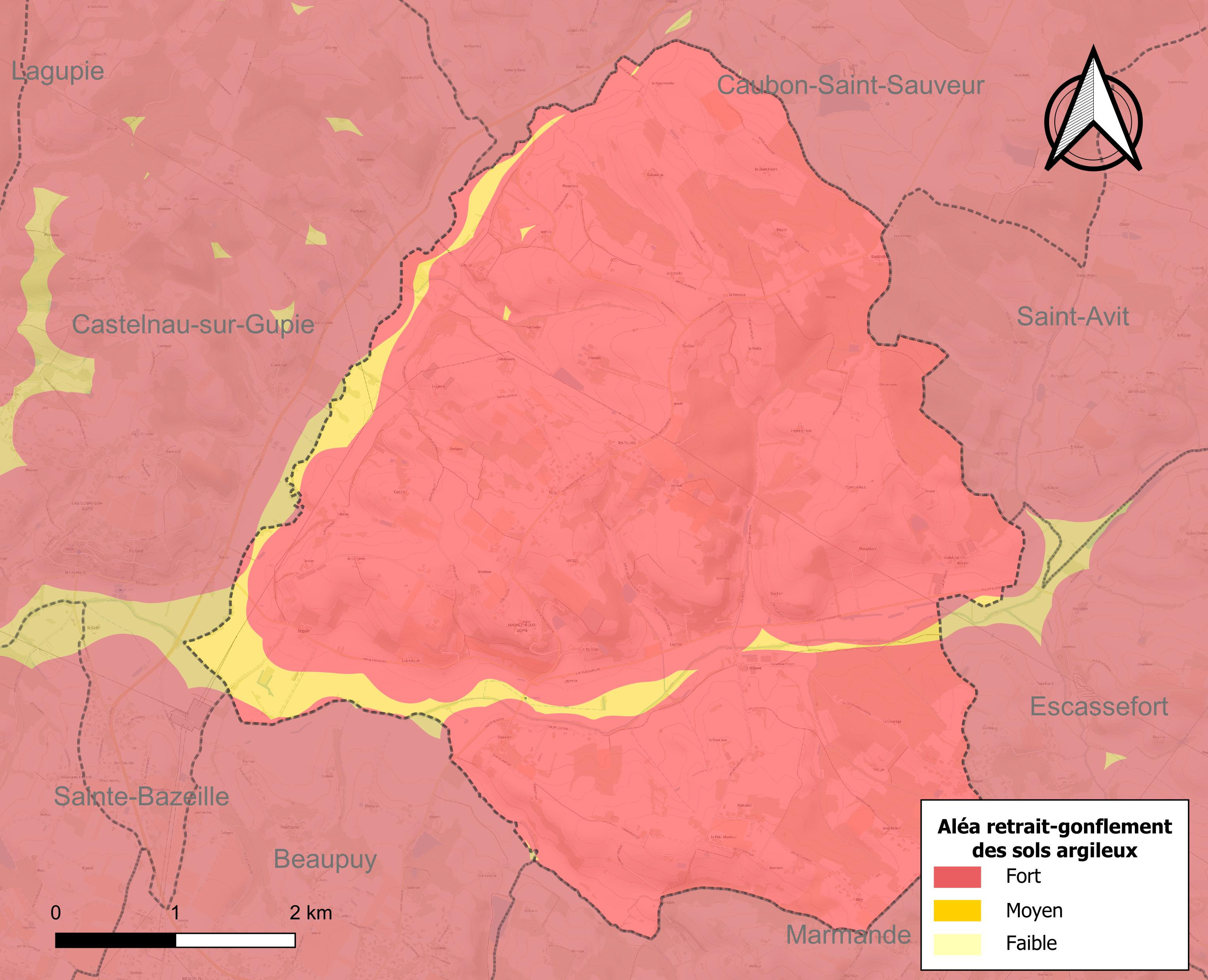
Carte des zones d'aléa retrait-gonflement des sols argileux de Mauvezin-sur-Gupie.

Le retrait-gonflement des sols argileux est susceptible d'engendrer des dommages importants aux bâtiments en cas d’alternance de périodes de sécheresse et de pluie. La totalité de la commune est en aléa moyen ou fort (91,8 % au niveau départemental et 48,5 % au niveau national). Depuis le 1er octobre 2020, en application de la loi ELAN, différentes contraintes s'imposent aux vendeurs, maîtres d'ouvrages ou constructeurs de biens situés dans une zone classée en aléa moyen ou fort,.

## Toponymie
Le nom de Mauvezin viendrait du latin malus vicinus signifiant « mauvais voisin », peut-être en raison de sa situation au sommet d’une colline.

La Gupie est le nom du cours d’eau qui traverse le sud du territoire communal.
En gascon, le nom en est Mauvesin sus Gupie.
Mauvezin-sur-Gupie étant en Gascogne, mais proche du domaine guyennais, et ayant reçu des apports d'oïl, les lieux-dits y sont d'origines mêlées :
- gascon : Gachon, Lacourrège...
- guyennais : Bouyé...
- oc guyennais ou gascon : Laprade...
- oïl :Charbonneau

## Histoire
La commune a été rattachée à la commune de Marmande en 1972 et a retrouvé son autonomie le 3 février 2003.

## Politique et administration
| Période                                  | Période  | Identité             | Étiquette | Qualité |
| ---------------------------------------- | -------- | -------------------- | --------- | ------- |
| Les données manquantes sont à compléter. |          |                      |           |         |
| mars 2001                                | 2008     | Marie-Corinne Bernis |           |         |
| mars 2008                                | En cours | Daniel Bordeneuve    |           |         |

## Démographie
Les habitants sont appelés les Mauvezinois.
La commune ayant fusionnée avec Marmande entre 1972 et 2003, les recensements de 1975, 1982, 1990 et 1999 ne sont pas renseignés.
| 1793 | 1800 | 1806 | 1821 | 1831 | 1836 | 1841 | 1846 | 1851 |
| ---- | ---- | ---- | ---- | ---- | ---- | ---- | ---- | ---- |
| 715  | 648  | 764  | 761  | 826  | 785  | 795  | 808  | 769  |

| 1856 | 1861 | 1866 | 1872 | 1876 | 1881 | 1886 | 1891 | 1896 |
| ---- | ---- | ---- | ---- | ---- | ---- | ---- | ---- | ---- |
| 813  | 766  | 818  | 755  | 790  | 660  | 646  | 607  | 649  |

| 1901 | 1906 | 1911 | 1921 | 1926 | 1931 | 1936 | 1946 | 1954 |
| ---- | ---- | ---- | ---- | ---- | ---- | ---- | ---- | ---- |
| 664  | 643  | 609  | 565  | 535  | 590  | 629  | 580  | 494  |

| 1962 | 1968 | 2006 | 2011 | 2016 | 2021 | 2022 | - | - |
| ---- | ---- | ---- | ---- | ---- | ---- | ---- | - | - |
| 463  | 426  | 452  | 532  | 590  | 610  | 611  | - | - |

## Culture locale et patrimoine

### Lieux et monuments
- L'église Saint-Pierre-ès-Liens, d’architecture gothique, date partiellement de la fin du XIIIe siècle et a été considérablement aménagée et restaurée au cours des siècles suivants[27] ; elle a une charpente apparente en berceau brisé construite comme une coque de navire ; elle est inscrite au titre des monuments historiques depuis 1958[28].

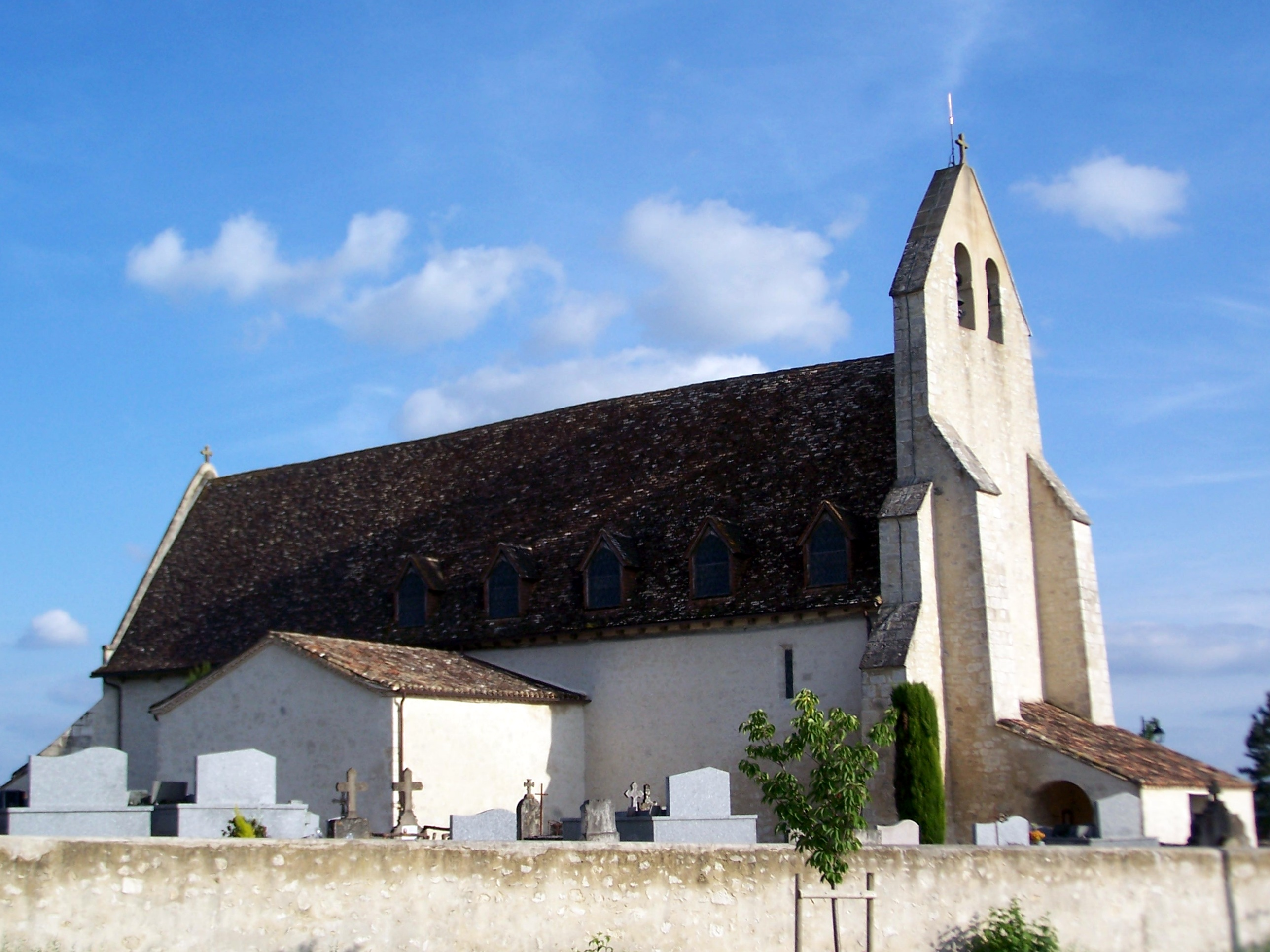
L'église Saint-Pierre (juin 2013).
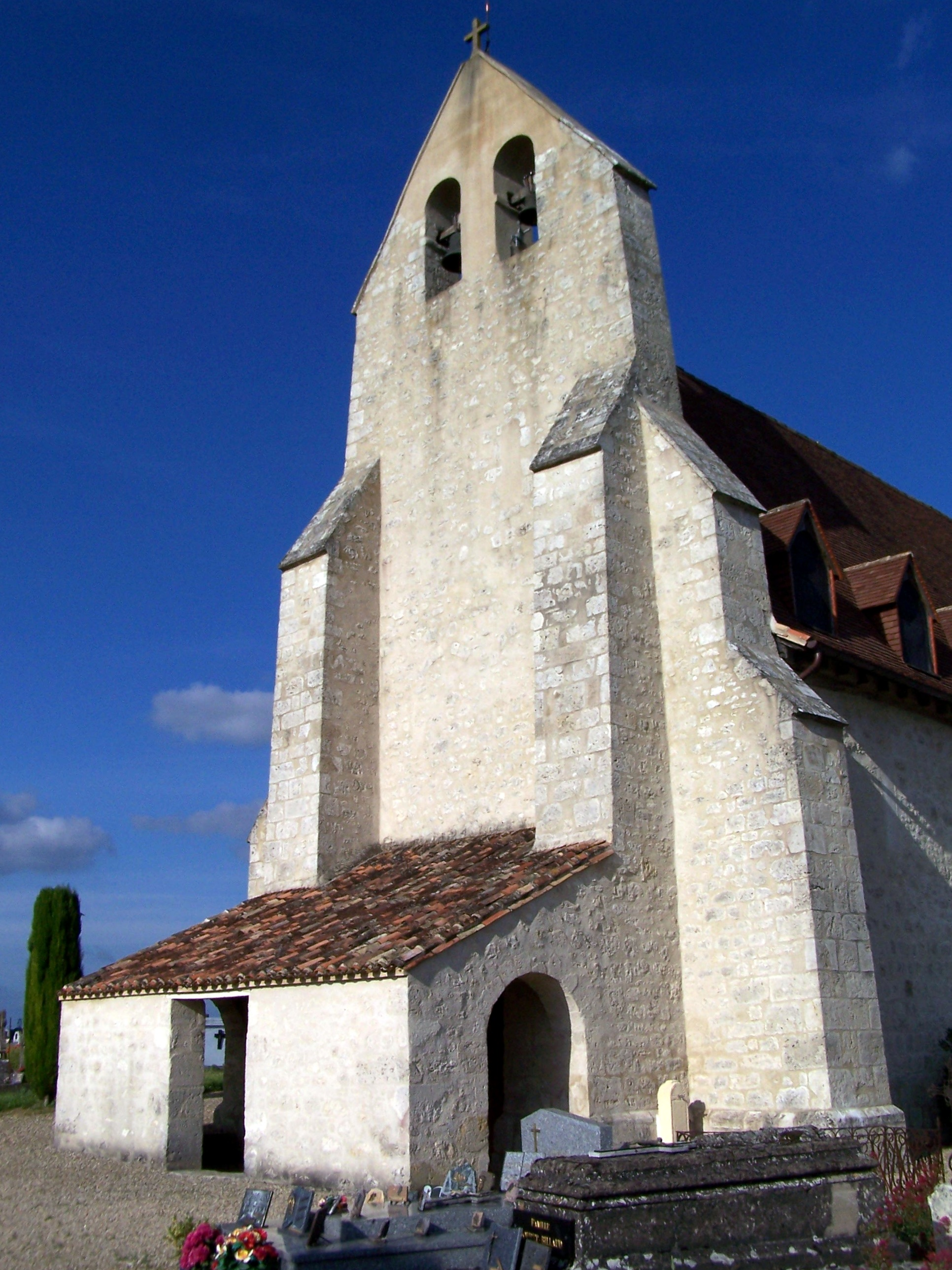
L'imposante façade de l'église Saint-Pierre (juin 2013).
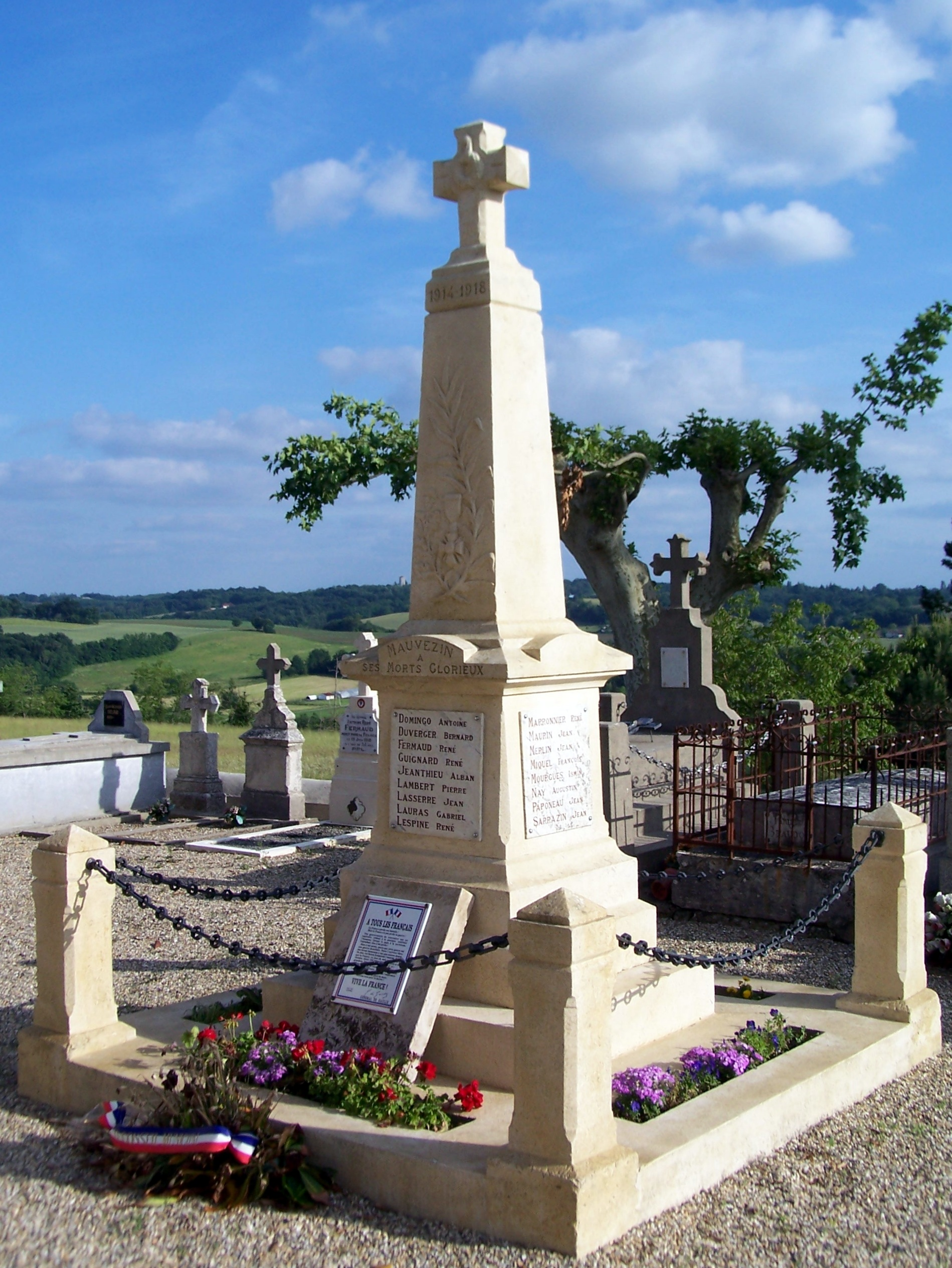
Le monument aux morts dans le cimetière (juin 2013).

### Personnalités liées à la commune
- Pauline Briantais (? - 1356), paysanne. Marquée par les exactions du Prince Noir durant ses chevauchées, elle rejoint la cause des Armagnacs à La Réole et utilise ses compétences à l'arc lors d'escarmouches visant à ralentir la progression anglaise en 1356. Elle mourut des suites d'une blessure au coccyx reçue durant un combat face aux troupes du capitaine anglais John Marlowe[29].

### Héraldique
| Blason de Mauvezin-sur-Gupie | Blason  | D'or à deux fasces de gueules.                   |
| Blason de Mauvezin-sur-Gupie | Détails | Le statut officiel du blason reste à déterminer. |